# Recopa Sudamericana
Recopa Sudamericana – piłkarskie rozgrywki klubowe w Ameryce Południowej, w latach 1989-1998 rozgrywane pomiędzy zdobywcą Copa Libertadores i zdobywcą Supercopa Sudamericana, obecnie – po przerwie w latach 1999-2002 – rozgrywane pomiędzy zdobywcą Copa Libertadores i zdobywcą Copa Sudamericana. Sponsorem rozgrywek o Recopa Sudamericana jest Banco Santander. z 29 odbytych finałów 20 razy tryumfował zwycięzca Copa Libertadores, 6 Copa Sudamericana i 3 Supercopa Sudamericana. Recopa Sudamericana jest południowoamerykańskim odpowiednikiem Superpucharu Europy.

## Dotychczasowi zdobywcy Recopa Sudamericana
- 1989 – Nacional
- 1990 – Boca Juniors
- 1991 – Olimpia
- 1992 – Colo-Colo
- 1993 – São Paulo
- 1994 – São Paulo
- 1995 – Independiente
- 1996 – Grêmio
- 1997 – Vélez Sársfield
- 1998 – Cruzeiro
- 2003 – Olimpia
- 2004 – Cienciano
- 2005 – Boca Juniors
- 2006 – Boca Juniors
- 2007 – Internacional
- 2008 – Boca Juniors
- 2009 – LDU Quito
- 2010 – LDU Quito
- 2011 – Internacional
- 2012 – Santos
- 2013 – Corinthians Paulista
- 2014 – Atlético Mineiro
- 2015 – River Plate
- 2016 – River Plate
- 2017 – Atlético Nacional
- 2018 – Grêmio
- 2019 – River Plate
- 2020 – Flamengo
- 2021 – Defensa y Justicia
- 2022 – Palmeiras
- 2023 – Independiente del Valle

## Lista edycji

### 1989
Walka o puchar stoczona została między zdobywcą Copa Libertadores 1988 (Club Nacional de Football) a zdobywcą Supercopa Sudamericana 1988 (Racing Club de Avellaneda).
Club Nacional de Football – Racing Club de Avellaneda 1:0 i 0:0
| 31 stycznia 1989 Montevideo Estadio Centenario (20 220) Club Nacional de Football – Racing Club de Avellaneda 1:0 (0:0) Sędzia: Romualdo Arpi Filho (Brazylia) (Luis Carlos Félix, Carlos Rosa Martins) Bramki: 1:0 Fonseca 71 Club Nacional de Football (trener Héctor Núñez): Seré – Tony Gómez, Revelez, Hugo De León, Pintos Saldanha, Ostolaza, Cardaccio, Javier Cabrera (83 Soca), William Castro, Zoppi (67 Fonseca), Sergio Olivera Racing Club de Avellaneda (trener Alfio Basile): Julio César Balerio – Carlos Eduardo Vásquez, Gustavo Adolfo Costas, Néstor Ariel Fabbri, Carlos Isidro Olarán, Jorge Osmar Acuńa, Hugo Humberto Lamadrid, Mario Hernán Videla (74 José Raúl Iglesias), Norberto Daniel Ortega Sánchez (78 Miguel Ángel Colombatti), Ramón Ismael Medina Bello, Walter René Fernández |
| 6 lutego 1989 Buenos Aires Estadio José Amalfitani (?) Racing Club de Avellaneda – Club Nacional de Football 0:0 Sędzia: Gabriel González (Paragwaj) (Carlos Maciel, Estanislao Barrientos) Racing Club de Avellaneda (trener Alfio Basile): Julio César Balerio – Carlos Eduardo Vásquez, Gustavo Adolfo Costas, Néstor Ariel Fabbri (24 Cosme Julián Ubaldo Zaccanti), Carlos Isidro Olarán; Jorge Osmar Acuńa, Hugo Humberto Lamadrid, Mario Hernán Videla (76 Miguel Ángel Colombatti); Ramón Ismael Medina Bello, José Raúl Iglesias, Walter René Fernández Club Nacional de Football (trener Héctor Núñez): Seré – Tony Gómez, Revelez, De León, Soca, Ostolaza, Cardaccio, Cabrera, William Castro, Zoppi (60 Fonseca), Sergio Olivera (80 Saravia)                                                          |

Zdobywcą Recopa Sudamericana za rok 1988 został klub Club Nacional de Football.

### 1990
Walka o puchar stoczona została między zdobywcą Copa Libertadores 1989 (Atlético Nacional) a zdobywcą Supercopa Sudamericana 1989 (Boca Juniors).
Boca Juniors – Atlético Nacional 1:0
| 17 marca 1990 Miami Orange Bowl (9000) Boca Juniors – Atlético Nacional 1:0 (1:0) Sędzia: José Ramiz Wright (Brazylia) Bramki: 1:0 Diego Latorre 38 Club Atlético Boca Juniors (trener Carlos Aimar): Carlos Fernando Navarro Montoya – Iván Gerardo Stafusa, Juan Ernesto Simón, José Luis Cuciuffo, Blas Armando Giunta, Claudio Marangoni, Víctor Hugo Marchesini, José Daniel Ponce, Diego Fernando Latorre, Alfredo Graciani (76 Diego Luis Soñora), Itabel (76 Alejandro Barberon) Corporación Deportiva Club Atlético Nacional (trener Hernan Dario Gomez): René Higuita – Luis Fernando Herrera, Luis Carlos Perea, Geovanis Cassiani, Gildardo Biderman Gómez, Felipe Pérez (59 Faustino Asprilla), Leonel Alvarez, Alexis García, Luis Alfonso Fajardo, Jaime Arango, Niver Arboleda (70 Juan Jairo Galeano) |

Zdobywcą Recopa Sudamericana za rok 1990 został klub Boca Juniors.

### 1991
Ponieważ zarówno Copa Libertadores 1990 jak i Supercopa Sudamericana 1990 wygrał ten sam klub (Club Olimpia), nie było konieczności toczenia pojedynku o Recopa Sudamericana.
Zdobywcą Recopa Sudamericana za rok 1991 został klub Club Olimpia.

### 1992
Walka o puchar stoczona została między zdobywcą Copa Libertadores 1991 (CSD Colo-Colo) a zdobywcą Supercopa Sudamericana 1991 (Cruzeiro EC).
CSD Colo-Colo – Cruzeiro EC 0:0, karne 5:4
| 19 kwietnia 1992 Kobe Universiad Memorial Stadium (60 000) CSD Colo-Colo – Cruzeiro EC 0:0 (dog), karne 5:4 Sędzia: Juan Francisco Escobar Valdez (Paragwaj) Karne: 0:1 Nonato, 1:1 Borghi, 1:1 Boiadeiro (-), 2:1 Adomaitis, 2:2 Charles, 3:2 Margas, 3:3 Paulo Roberto, 4:3 Vilches, 4:4 Paulao, 5:4 Pizarro. Club Social y Deportivo Colo-Colo (trener Mirko Jozić): Daniel Morón (120 Marcelo Ramírez) – Agustín Salvatierra, Lizardo Garrido, Javier Luciano Margas, Eduardo Vilches, Miguel Ramirez, Gabriel Mendoza, Claudio Borghi, Jaime Pizarro, Hugo Gonzalez (90 Hugo Eduardo Rubio), Héctor Raimundo Adomaitis Cruzeiro EC (trener Ênio Vargas de Andrade): Cesar – Roberto, Paulao, Adilson (50 Vanderci), Nonate, Ademir, Boiadeiro, Andrade, Fernando, Charles, Lopes (90 Macala) |

Zdobywcą Recopa Sudamericana za rok 1992 został klub CSD Colo-Colo.

### 1993
Walka o puchar stoczona została między zdobywcą Copa Libertadores 1992 (São Paulo) a zdobywcą Supercopa Sudamericana 1992 (Cruzeiro EC).
São Paulo – Cruzeiro EC 0:0 i 0:0, karne 4:2
| 22 września 1993 São Paulo Estádio do Morumbi (?) São Paulo – Cruzeiro EC 0:0 Sędzia: ? São Paulo Futebol Clube (trener Telê Santana): Cruzeiro EC (trener Pinheiro): |
| 29 września 1993 Belo Horizonte Estádio Mineirão (20 000) Cruzeiro EC – São Paulo 0:0, karne 2:4 Sędzia: Jorge Nieves (Urugwaj) Karne: 1:0 Luis Fernando, 1:1 Dinho, 2:1 Ademir, 2:2 Cafu, 2:2 Paulo Roberto (-), 2:3 Valber 2-3, 2:3 Ronaldo (-), 2:4 Ronaldo (obrońca São Paulo) Cruzeiro EC (trener Pinheiro): Sergio – Paulo Roberto, Robson, Luisinho (Celio Lucio), Nonato, Ademir, Rogerio Lage, Biadero, Luiz Fernando, Macedo (Careca), Ronaldo São Paulo Futebol Clube (trener Telê Santana): Zetti – Gilmar, Valber, Ronaldo, Andre, Dinho, Cerezo, Palhinha (Cate), Cafu, Junior, Valdeir (Janelli) |

Zdobywcą Recopa Sudamericana za rok 1993 został klub São Paulo.

### 1994
Klub São Paulo wygrał zarówno Copa Libertadores 1993 jak i Supercopa Sudamericana 1993. Jednak w odróżnieniu od takiej samej sytuacji w roku 1990, tym razem postanowiono, że zwycięzca obu tych turniejów nie otrzyma Recopa Sudamericana bez gry, lecz będzie musiał stoczyć walkę ze zwycięzcą Copa CONMEBOL 1993 (Botafogo FR).
São Paulo – Botafogo FR 3:1 (1:0)
| 29 września 1994 Kobe Universiad Memorial Stadium (?) São Paulo – Botafogo FR 3:1 (1:0) Sędzia: Escobar (Paragwaj) Bramki: 1:0 Leonardo 12, 1:1 R.Cavalo 68k, 2:1 Guilherme 73, 3:1 Euller 87 São Paulo Futebol Clube (trener Telê Santana): Zetti – Vitor, Junior Baiano, Valber Andre, Cafu (88 Axel), Doriva, Palhinha (59 Juninho), Leonardo, Euller, Guilherme Botafogo de Futebol e Regatas (trener Dé): Wagner – Perivaldo, André, Wilson, Gottardo, Eduardo, Fabiano (46 Robson), Marcio, Roberto Cavalo, Grizzo (77 Marcelo), Tulio, Sergio Manoel |

Zdobywcą Recopa Sudamericana za rok 1994 został klub São Paulo.

### 1995
Walka o puchar stoczona została między zdobywcą Copa Libertadores 1994 (Vélez Sarsfield Buenos Aires) a zdobywcą Supercopa Sudamericana 1994 (CA Independiente).
CA Independiente – Vélez Sarsfield Buenos Aires 1:0 (0:0)
| 9 kwietnia 1995 Tokio ? (25 300) CA Independiente – Vélez Sarsfield Buenos Aires 1:0 (0:0) Sędzia: ? Bramki: 1:0 Serrizuela 69 CA Independiente (trener Miguel Ángel Brindisi): Islas – Ramirez, Arzeno, Rios, Serrizuela, Cagna, Cascini, Burruchaga (46 Rotchen), Garnero (62 G.Lopez),Usuriaga (77 Gómez), Rambert Club Atlético Vélez Sarsfield (trener Carlos Bianchi): Chilavert – Cardozo (73 Pompei), Sotomayor, Zandona, Bassedas (73 Sanchez), Hussain (85 Pellegrino),Trotta, Basueldo, Herrera, Asad, Flores |

Zdobywcą Recopa Sudamericana za rok 1995 został klub CA Independiente.

### 1996
Walka o puchar stoczona została między zdobywcą Copa Libertadores 1995 (Grêmio Porto Alegre) a zdobywcą Supercopa Sudamericana 1995 (CA Independiente).
Grêmio Porto Alegre – CA Independiente 4:1 (2:1)
| 7 kwietnia 1996 Kobe Universiad Memorial Stadium (?) Grêmio Porto Alegre – CA Independiente 4:1 (2:1) Sędzia: ? Bramki: 1:0 Jardel 19, 1:1 Burruchaga 22, 2:1 Carlos Miguel 45+6, 3:1 Adílson 68, 4:1 Paulo Nunes 80 Grêmio Foot-Ball Porto Alegrense (trener Luiz Felipe Scolari): Danrlei (Murilo) – Arce, Rivarola, Adílson, Roger, Joăo Antônio, Goiano, Aílton (Émerson), Carlos Miguel, Paulo Nunes and Jardel (Sílvio) CA Independiente (trener Gregorio Gonzales): Mondragon – Clausen, Rotchen, Serrizuela, Ramirez (Alves), Cagńa (Bustos), Acuńa, Domizzi, Burruchaga, Mazonni (Calderon) and Molina |

Zdobywcą Recopa Sudamericana za rok 1996 został klub Grêmio Porto Alegre.

### 1997
Walka o puchar stoczona została między zdobywcą Copa Libertadores 1996 (River Plate) a zdobywcą Supercopa Sudamericana 1996 (CA Vélez Sarsfield).
CA Vélez Sarsfield – River Plate 1:1 (1:0), karne 4:2
| 13 kwietnia 1997 Kobe Universiad Memorial Stadium (?) CA Vélez Sarsfield – River Plate 1:1 (1:0), karne 4:2 Sędzia: J.Nieves (Urugwaj) Bramki: 1:0 Chilavert 29k, Francescoli 83k Karne: 0:0 Chilavert (-), 0:1 Francescoli, 1:1 Camps, 1:2 C.Ayala, 2:2 Pandolfi, 2:2 Gallardo (-), 3:2 Zandoná, 3:2 Trotta (-), 4:2 Pellegrino Czerwone kartki: Bonano 28 / - Club Atlético Vélez Sársfield (trener R.Díaz): Chilavert – Zandoná, Sotomayor, Pellegrino, Cardozo, M.Gómez (88 Pandolfi), C.Husaín, Morigi (76 M.Herrera), Bassedas, Camps, Posse Club Atlético River Plate (trener O.Piazza): Bonano – Trotta, C.Ayala, Berizzo, Sorín (74 Villalba), Astrada, Monserrat, Maisterra (28 Burgos), Berti (60 Gallardo), Francescoli, J.Cruz. |

Zdobywcą Recopa Sudamericana za rok 1997 został klub CA Vélez Sarsfield.

### 1998
Walka o puchar stoczona została między zdobywcą Copa Libertadores 1997 (Cruzeiro EC) a zdobywcą Supercopa Sudamericana 1997 (River Plate).
Pojedynek pomiędzy tymi drużynami miał być rozegrany w 1998 roku, ostatecznie doszło do niego w roku 1999. Wykorzystano fakt, że zespoły trafiły na siebie do grupy A Copa Mercosur 1999 i pojedynki między nimi uznano jednocześnie za walkę o Recopa Sudamericana za rok 1997.
Cruzeiro EC – River Plate 2:0 i 3:0
| 3 sierpnia 1999 Belo Horizonte ? (?) Cruzeiro EC – River Plate 2:0 (2:0) Sędzia: ? Bramki: 1:0 Muller 12, 2:0 Geovanni 88 Cruzeiro EC (trener ?): Club Atlético River Plate (trener ?):                                         |
| 23 września 1999 Buenos Aires Estadio Monumental (?) River Plate – Cruzeiro EC 0:3 (0:1) Sędzia: ? Bramki: 0:1 Geovanni 18, 0:2 Marcelo Ramos 82k, 0:3 Gustavo 92 Club Atlético River Plate (trener ?): Cruzeiro EC (trener ?): |

Zdobywcą Recopa Sudamericana za rok 1998 został klub Cruzeiro EC.

### 1998-2001
W latach 1998–2001 w miejsce Supercopa Sudamericana organizowano dwa turnieje – Copa Mercosur i Copa Merconorte. Po zakończeniu Supercopa Sudamericana nie rozgrywano meczów o Recopa Sudamericana. Walka o to trofeum została wznowiona dopiero wtedy, gdy w miejsce Copa Mercosur i Copa Merconorte powołany został turniej Copa Sudamericana, który odtąd był kolejnym turniejem pełniącym rolę drugiego po Copa Libertadores klubowego pucharu Ameryki Południowej. Od tego momentu o to trofeum rywalizują ze sobą zwycięzcy Copa Libertadores i Copa Sudamericana.

### 2003
Walka o puchar stoczona została między zdobywcą Copa Libertadores 2002 (Club Olimpia) a zdobywcą Copa Sudamericana 2002 (San Lorenzo de Almagro).
Club Olimpia – San Lorenzo de Almagro 2:0 (1:0)
| 12 lipca 2003 Los Angeles Memorial Stadium Coliseum (?) Club Olimpia – San Lorenzo de Almagro 2:0 (1:0) Sędzia: Carlos Simon (Brazylia) Bramki: 1:0 Rodrigo López 27, 2:0 Julio César Enciso 69k Żółte kartki: Alvarenga / Michelini, Herrón, Morel Club Olimpia (trener Luis Cubilla): Ricardo Tavarelli – Néstor Isassi, Julio Cáceres, Nelson Zelaya, Mateo Corbo, Sergio Orteman, Julio César Enciso, Francisco Esteche, Guido Alvarenga; Miguel Benítez (65 Gilberto Palacios), Rodrigo López (83 Mauro Caballero) Club Atlético San Lorenzo de Almagro (trener Rubén Insua): Sebastián Saja – Leandro Alvarez, Gonzalo Rodríguez, Claudio Morel, Aldo Paredes, Mariano Herrón, Pablo Michelini, Cristian Zurita (58 Carlos Cordone), Damián Luna; Alejandro Frutos, Alberto Acosta |

Zdobywcą Recopa Sudamericana za rok 2003 został klub Club Olimpia.

### 2004
Walka o puchar stoczona została między zdobywcą Copa Libertadores 2003 (Boca Juniors) a zdobywcą Copa Sudamericana 2003 (Cienciano Cuzco).
Cienciano Cuzco – Boca Juniors 1:1 (0:1), karne 4:2
| 7 września 2004 Fort Lauderdale Lock Hart Stadium (7000) Cienciano Cuzco – Boca Juniors 1:1 (0:1), karne 4:2 Sędzia: Terry Vaughn (USA) Bramki: 0:1 Carlos Tévez 33, 1:1 Rodrigo Saraz 89 Karne: 1:0 Ibarra, 1:1 Schiavi, 2:1 Lobatón, 2:1 Tévez (-), 3:1 Portilla, 3:2 Palermo, 4:2 Acasiete, 4:2 Vargas (-) Żółte kartki: Arboleda, Morán, Ibáńez, Mostto, Gamarra / - Club Sportivo Cienciano (trener Freddy Ternero): Oscar Ibáñez – Paolo De la Haza, Santiago Acasiete, Manuel Arboleda, Giuliano Portilla, Alessandro Morán (Carlos Lobatón 60), Juan Carlos Bazalar, Juan Carlos La Rosa, Daniel Gamarra, Miguel Mostto (Rodrigo Saraz 60), Germán Carty (Sergio Ibarra 73) Club Atlético Boca Juniors (trener Miguel Angel Brindisi): Roberto Abbonzanzieri – José Calvo, Rolando Schiavi, Cristian Traverso, Claudio Morel, Alfredo Cascini, Diego Cagna, Andrés Guglielmipietro (Fabián Vargas 67), Pablo Ledezma (Aníbal Matellán 80), Martín Palermo, Carlos Tévez |

Zdobywcą Recopa Sudamericana za rok 2004 został klub Cienciano Cuzco.

### 2005
Walka o puchar stoczona została między zdobywcą Copa Libertadores 2004 (Once Caldas) a zdobywcą Copa Sudamericana 2004 (Boca Juniors).
Boca Juniors – Once Caldas 3:1 i 1:2
| 24 sierpnia 2005 Buenos Aires La Bombonera (45 000) Boca Juniors – Once Caldas 3:1 (3:1) Sędzia: Carlos Chandía (Chile) Bramki: 1:0 Sebastián Battaglia 3, 2:0 Neri Cardozo 8, 3:0 Juan Diego González 18s, 3:1 Mauricio Casierra 41 Żółte kartki: Ibarra / Casierra, García, Chará, Díaz Club Atlético Boca Juniors (trener Alfio Basile): Roberto Abbondanzieri – Hugo Ibarra, Rolando Schiavi, Daniel Díaz, Juan Krupoviesa, Sebastián Battaglia, Fernando Gago, Neri Cardozo (78 Diego Cagna), Federico Insúa (74 Fabián Vargas), Rodrigo Palacio (82 Guillermo Barros Schelotto), Daniel Bilos Once Caldas (trener Carlos Valencia): Julián Mesa – Wilmer Díaz, Edgar Catańo, Juan Diego González, Mauricio Casierra, Andrés Casañas (23 Arnulfo Valentierra), Diego Arango, Leonel Viedma, Elkin Soto, Gamadiel García (46 Ismael Espiga), Edison Chará (74 Dayro Moreno) |
| 31 sierpnia 2005 Manizales Estadio Palogrande (30 000) Once Caldas – Boca Juniors 2:1 (1:0) Sędzia: Jorge Larrionda (Urugwaj) Bramki: 1:0 Edison Chará 8, 1:1 Rolando Schiavi 60, 2:1 Arnulfo Valentierra 76 Żółte kartki: Cataño / Schiavi, Battaglia Czerwone kartki: – / Chará 43, Casañas 72 Once Caldas (trener Juan Carlos Bedoya): Rolando Ramírez – Wílmer Díaz, Edgar Cataño, Juan Diego González, Mauricio Casierra (64 Cristian Ruiz), Andrés Casañas, Rubén Velásquez, Elkin Soto, Arnulfo Valentierra, Ismael Espiga (58 Dairo Moreno), Edison Chará Club Atlético Boca Juniors (trener Alfio Basile): Roberto Abbondanzieri – Hugo Ibarra, Rolando Schiavi, Daniel Díaz, Juan Krupoviesa, Sebastián Battaglia, Fernando Gago, Neri Cardozo (82 Diego Cagna), Fabián Vargas (46 Federico Insúa); Marcelo Delgado (79 Rodrigo Palacio), Daniel Bilos                |

Zdobywcą Recopa Sudamericana za rok 2005 został klub Boca Juniors.

### 2006
Walka o puchar stoczona została między zdobywcą Copa Libertadores 2005 (São Paulo) a zdobywcą Copa Sudamericana 2005 (Boca Juniors).
Boca Juniors – São Paulo 2:1 i 2:2
| 7 września 2006 Buenos Aires La Bombonera (35 426) Boca Juniors – São Paulo 2:1 (0:1) Sędzia: Carlos Amarilla (Paragwaj) Bramki: 0:1 Thiago 30, 1:1 Rodrigo Palacio 53, 2:1 Rodrigo Palacio 63 Żółte kartki: Gago, Ledesma, Krupoviesa / Richarlyson, Edcarlos, Mineiro, Lenílson Club Atlético Boca Juniors (trener Alfio Basile): Aldo Bobadilla – José María Calvo, Daniel Díaz, Claudio Morel, Juan Kuproviesa, Sebastián Battaglia (46 Pablo Ledesma), Fernando Gago, Neri Cardozo (88 Andrés Franzoia), Guillermo Marino (71 Jesús Dátolo), Rodrigo Palacio, Martín Palermo São Paulo Futebol Clube (trener Muricy Ramalho): Rogério Ceni – Alex Silva, Fabăo, Edcarlos, Mineiro, Josué, Lenílson, Richarlyson, Danilo, Thiago, Aloisio (34 Alex Dias, 60 Souza) |
| 14 września 2006 São Paulo Estádio do Morumbi (19 861) São Paulo – Boca Juniors 2:2 Sędzia: Oscar Ruiz (Kolumbia) Bramki: 1:0 Junior 34, 1:1 Rodrigo Palacio 40, 1:2 Martín Palermo 75, 2:2 Claudio Morel 85s Żółte kartki: Thiago, Fabăo / Díaz, Cardozo, Palermo São Paulo Futebol Clube (trener Muricy Ramalho): Rogério Ceni – Alex Silva, Fabăo, Edcarlos (65 Alex Dias), Danilo, Mineiro, Josué, Lenílson, Souza (84 Ilsinho), Lenílson, Thiago Club Atlético Boca Juniors (trener Alfio Basile): Aldo Bobadilla – Hugo Ibarra, Claudio Morel, Daniel Díaz, Juan Krupoviesa, Pablo Ledesma, Fernando Gago, Neri Cardozo (81 Jonathan Maidana), Guillermo Marino (46 Jesús Dátolo), Rodrigo Palacio (91 Andrés Franzoia), Martín Palermo                          |

Zdobywcą Recopa Sudamericana za rok 2006 został klub Boca Juniors.

### 2007
Walka o puchar stoczona została między zdobywcą Copa Libertadores 2006 (Internacional Porto Alegre) a zdobywcą Copa Sudamericana 2006 (Pachuca).
Pachuca – Internacional Porto Alegre 2:1 i 0:4
| 31 maja 2007 Pachuca Estadio Hidalgo (28 000) Pachuca – Internacional Porto Alegre 2:1 (1:1) Sędzia: Carlos Chandía (Chile) Bramki: 0:1 Alexandre Pato 4, 1:1 Christian Giménez 16, 2:1 Christian Giménez 78 Żółte kartki: Landín, Mosquera, Salazar / Wellington Monteiro, Mineiro, Edinho Club de Fútbol Pachuca (trener Enrique Meza): Miguel Calero – Leobardo López, Aquivaldo Mosquera, Fausto Pinto, Jaime Correa (56 Gerardo Rodríguez), Fernando Salazar, Paul Aguilar, Gabriel Caballero, Luis Landín (56 Juan Carlos Cacho), Damián Alvarez, Christian Giménez (85 Omar Arellano) Sport Club Internacional (trener Alexandre Gallo): Clemer – Ceará, Sidnei, Mineiro, Pinga (81 Perdigao),Wellington Monteiro, Maycon, Edinho, Fernandao (77 Christian), Rubens Cardoso, Alexandre Pato (61 Iarley), Luciano                                          |
| 7 czerwca 2007 Porto Alegre Estádio Beira-Rio (51 750) Internacional Porto Alegre – Pachuca 4:0 (1:0) Sędzia: Oscar Ruiz (Kolumbia) Bramki: 1:0 Alex 29k, 2:0 Pinga 49, 3:0 Alexander Pato 63, 4:0 Aquivaldo Mosquera 77s Żółte kartki: Rubens Cardoso, Iarley, Alex, Sidnei / Pinto Czerwone kartki: – / Meza (trener klubu Pachuca) 36, Pinto 81 Sport Club Internacional (trener Alexandre Gallo): Clemer; Ceará – Indio, Sidnei (78 Mineiro), Rubens Cardoso (65 Maycon), Wellington Monteiro, Edinho, Alex, Pinga (85 Perdigao), Iarley, Alexandre Pato Club de Fútbol Pachuca (trener Enrique Meza): Miguel Calero – Aquivaldo Mosquera, Leobardo López, Fausto Pinto, Marvin Cabrera (78 Gerardo Rodríquez), Jaime Correa, Gabriel Caballero, Andrés Chitiva (59 Luis Landín), Fernando Salazar (46 Damián Álvarez), Christian Giménez, Juan Carlos Cacho |

Zdobywcą Recopa Sudamericana za rok 2007 został klub Internacional Porto Alegre.

### 2008
Walka o puchar stoczona została między zdobywcą Copa Libertadores 2007 (Boca Juniors) a zdobywcą Copa Sudamericana 2007 (Arsenal Sarandí Buenos Aires).
Arsenal Sarandí Buenos Aires – Boca Juniors 1:3 i 2:2
| 13 sierpnia 2008 Buenos Aires Estadio Juan Domingo Perón (10 359) Arsenal Sarandí Buenos Aires – Boca Juniors 1:3 (1:2) Sędzia: Gabriel Favale (Argentyna) Bramki: 0:1 Martín Palermo 20, 1:1 Facundo Sava 25, 1:2 Rodrigo Palacio 31, 1:3 Sebastián Battaglia 89 Żółte kartki: Mosquera, Gandolfi, Casteglione, Pérez, Matellán, Leguizamón / Dátolo, Battaglia Arsenal Fútbol Club (trener Daniel Garnero): Mario Cuenca (45 Cristián Campestrini) – Javier Gandolfi, Josimar Mosquera, Aníbal Matellán, Damián Pérez (65 Darío Espínola), Sebastián Carrera (81 Luciano Leguizamón), Carlos Casteglione, Cristián Pellerano, Javier Yacuzzi, Alejandro Gómez, Facundo Sava Club Atlético Boca Juniors (trener Carlos Ischia): Mauricio Caranta – Hugo Ibarra, Julio Cáceres, Gabriel Paletta, Claudio Morel Rodríguez, Fabián Vargas, Sebastián Battaglia, Jesús Dátolo (90+1 Alvaro González), Leandro Gracián (74 Neri Cardozo), Rodrigo Palacio (74 Ricardo Noir), Martín Palermo |
| 27 sierpnia 2008 Buenos Aires La Bombonera (32 357) Boca Juniors – Arsenal Sarandí Buenos Aires 2:2 (1:0) Sędzia: Saúl Laverni (Argentyna) Bramki: 1:0 Rodrigo Palacio 7, 1:1 Sebastián Carrera 59, 1:2 Mauro Matos 70, 2:2 Juan Román Riquelme 90+3 Żółte kartki: Caranta / Yacuzzi, Matellán, Díaz Czerwone kartki: – / Báez 64, Díaz 80 Club Atlético Boca Juniors (trener Carlos Ischia): Mauricio Caranta – Hugo Ibarra, Julio Cáceres, Gabriel Paletta, Claudio Morel Rodríguez, Fabián Vargas, Sebastián Battaglia, Jesús Dátolo (72 Cristián Chávez), Juan Román Riquelme, Rodrigo Palacio (75 Ricardo Noir), Lucas Viatri Arsenal Fútbol Club (trener Daniel Garnero): Cristián Campestrini – Darío Espínola, Carlos Báez, Aníbal Matellán, Cristián Díaz, Sebastián Carrera (89 Sergio Sena), Carlos Casteglione, Javier Yacuzzi, Alejandro Gómez, Luciano Leguizamón (46 José Contreras), Mauro Matos (85 Facundo Coria)                                                     |

Zdobywcą Recopa Sudamericana za rok 2008 został klub Boca Juniors.

### 2009
Walka o puchar stoczona została między zdobywcą Copa Libertadores 2008 (LDU Quito) a zdobywcą Copa Sudamericana 2008 (Internacional Porto Alegre).
Internacional Porto Alegre – LDU Quito 0:1 i 0:3
| 25 czerwca 2009 Porto Alegre Estádio Beira-Rio (30 284) Internacional Porto Alegre – LDU Quito 0:1 (0:0) Sędzia: Juan Soto (Wenezuela) Bramki: 0:1 Claudio Bieler 57 Żółte kartki: Andrezinho, Indio, Guiñazu / De la Cruz, Campos, Calle, Ambrossi, Reasco Czerwone kartki: Bolívar 72 / - Sport Club Internacional (trener Tite): Lauro – Bolívar, Indio, Danny, Marcelo Cordeiro, Sandro (84 Danilo), Pablo Guiñazu, Andrezinho (57 Giuliano), Andrés D'Alessandro, Taison, Alecsandro (65 Leandrao) Liga Deportiva Universitaria (trener Jorge Fossati): Alexander Dominguez – Jairo Campos, Norberto Araujo, Renán Calle (78 Carlos Espinola), Neicer Reasco, Ulises de la Cruz, Patricio Urrutia, Enrique Vera, Christian Lara (70 Claudio Graf), Paul Ambrossi, Claudio Bieler (84 Pedro Larrea) |
| 9 lipca 2009 Quito La Casa Blanca (40 000) LDU Quito – Internacional Porto Alegre 3:0 (2:0) Sędzia: Carlos Chandía (Chile) Bramki: 1:0 Carlos Espínola 9, 2:0 Claudio Bieler 39, 3:0 Enrique Vera 54 Żółte kartki: Espínola, Araujo / - Liga Deportiva Universitaria (trener Jorge Fossati): Alexander Domínguez (62 José Cevallos) – Carlos Espínola, Norberto Araujo, Jairo Campos – Ulises de la Cruz, Paul Ambrosi, Néicer Reasco, Enrique Vera (82 Williams Araújo), Patricio Urrutia – Christian Lara (76 Claudio Graf), Claudio Bieler Sport Club Internacional (trener Tite): Lauro – Danilo Silva, Indio, Danny Morais, Cléber – Glaydson (46 Andresinho), Pablo Guiñazú, Magrao, Andrés D'Alessandro (72 Luis Bolaños) – Taison (52 Alecsandro), Nilmar                                       |

Zdobywcą Recopa Sudamericana za rok 2009 został klub LDU Quito.

## Klasyfikacja

### Według klubów
| Ilość | Klub |
| ----- | --- |
| 4     | Boca Juniors (1990, 2005, 2006, 2008) |
| 3     | River Plate (2015, 2016, 2019) |
| 2     | São Paulo (1993, 1994) Club Olimpia (1991, 2003) LDU Quito (2009, 2010) Internacional (2007, 2011) Grêmio (1996, 2018) |
| 1     | Nacional (1989) Colo-Colo (1992) Independiente (1995) Vélez Sarsfield (1997) Cruzeiro (1998) Cienciano Cuzco (2004) Santos (2012) Corinthians Paulista (2013) Atlético Mineiro (2014) Atlético Nacional (2017) Flamengo (2020) Defensa y Justicia (2021) Palmeiras (2022) Independiente del Valle (2023) |

### Według państw
| Ilość | Państwo                     |
| ----- | --------------------------- |
| 12    | Brazylia                    |
| 10    | Argentyna                   |
| 3     | Ekwador                     |
| 2     | Paragwaj                    |
| 1     | Chile Kolumbia Peru Urugwaj |